# Vasile Deheleanu
Vasile Deheleanu (* 12. August 1910 in Temesvár, Österreich-Ungarn; † 30. April 2003 ebenda in Timișoara) war ein rumänischer Fußballspieler. Er bestritt insgesamt 73 Spiele in der Divizia A. In den Jahren 1933, 1935, 1936 und 1938 gewann er mit Ripensia Timișoara die rumänische Meisterschaft. Als Nationalspieler nahm er an der Weltmeisterschaft 1934 teil.

## Karriere

### Verein
Die Karriere von Deheleanu begann bei Politehnica Timișoara in seiner Heimatstadt. Er spielte mit seinem Team in der regionalen Meisterschaft von Timișoara, konnte sich aber nicht gegen den Lokalrivalen Chinezul durchsetzen und für die Endrunde qualifizieren. Im Jahr 1928 wechselte er zu România Cluj. Mit seinem neuen Team schaffte er den Sprung zur Endrunde und den Einzug ins Endspiel 1929, unterlag dort aber Venus Bukarest mit 2:3. Die beiden folgenden Jahre verpasste er mit seiner Mannschaft den erforderlichen Sieg in der regionalen Meisterschaft. Im Jahr 1931 schloss er sich dem amtierenden Meister UDR Reșița an, konnte den Titel jedoch nicht erringen, da im Finale 1932 erneut Venus Bukarest stärker war.
Mit Gründung der rumänischen Profiliga Divizia A im Jahr 1932 wechselte er zu Ripensia Timișoara. Ripensia wurde einer der erfolgreichsten rumänischen Klubs der 1930er-Jahre. Deheleanu gewann mit der Mannschaft viermal die rumänische Meisterschaft (1932/33, 1934/35, 1935/36 und 1937/38) sowie zweimal den rumänischen Pokal (1933/34 und 1935/36). Im Jahr 1939 beendete er seine Laufbahn.

### Nationalmannschaft
Deheleanu bestritt fünf Spiele für die rumänische Nationalmannschaft. Er debütierte im entscheidenden Qualifikationsspiel zur Weltmeisterschaft 1934 gegen Jugoslawien, das mit 2:1 gewonnen wurde. Anschließend gehörte er dem Aufgebot von Nationaltrainer Constantin Rădulescu für die Endrunde in Italien an. Dort kam er bei der 1:2-Niederlage gegen die Tschechoslowakei zum Einsatz. Nach dem Turnier lief er noch in drei Freundschaftsspielen auf. Sein letztes Länderspiel bestritt er am 3. November 1935 gegen Polen.

## Erfolge
- WM-Teilnehmer: 1934
- Rumänischer Meister:  1932/33, 1934/35, 1935/36, 1937/38
- Rumänischer Pokalsieger: 1933/34, 1935/36